# Zabytki w Gnieźnie
Zabytki Gniezna prawnie chronione
- założenie urbanistyczne,

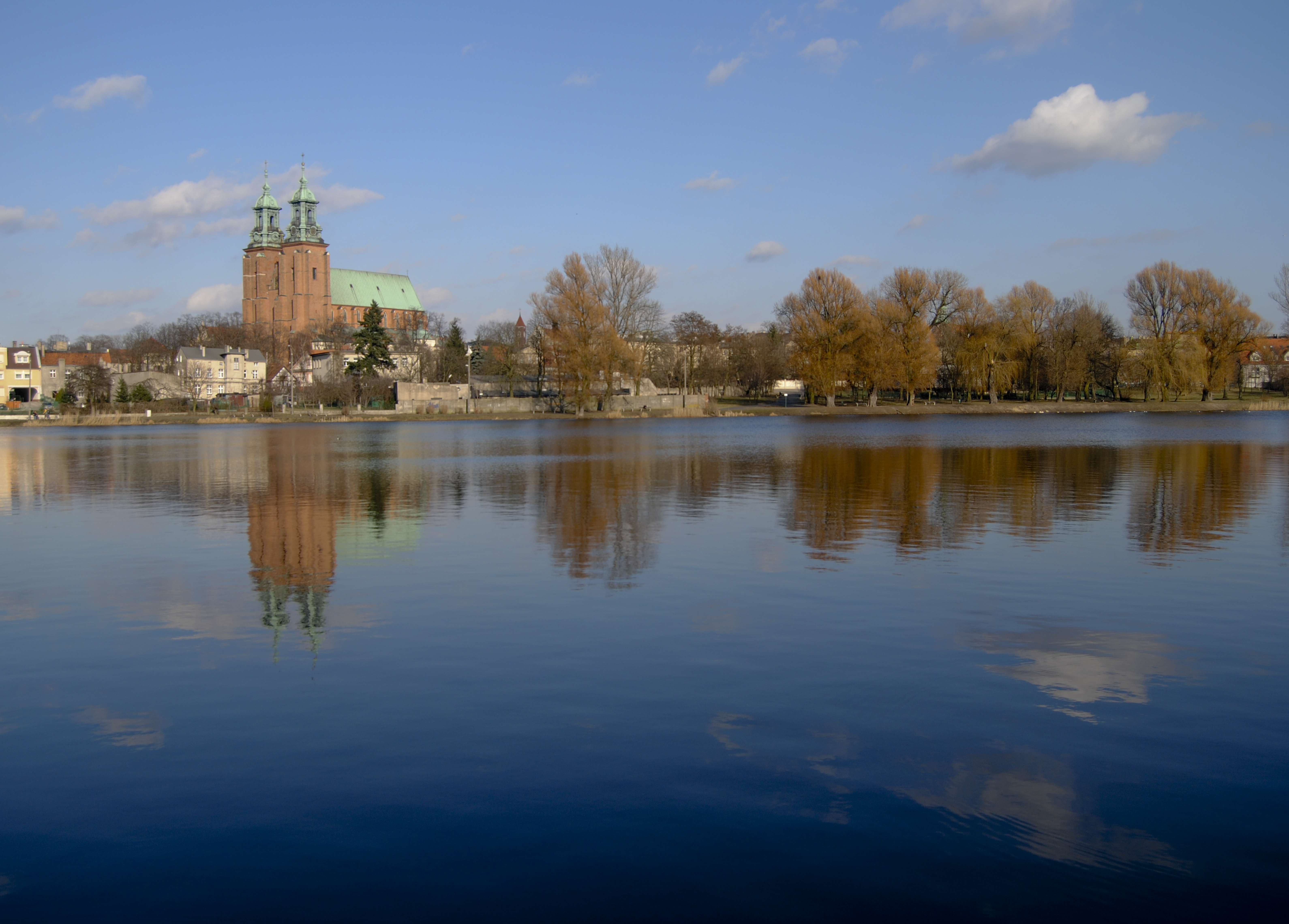
Katedra Gnieźnieńska

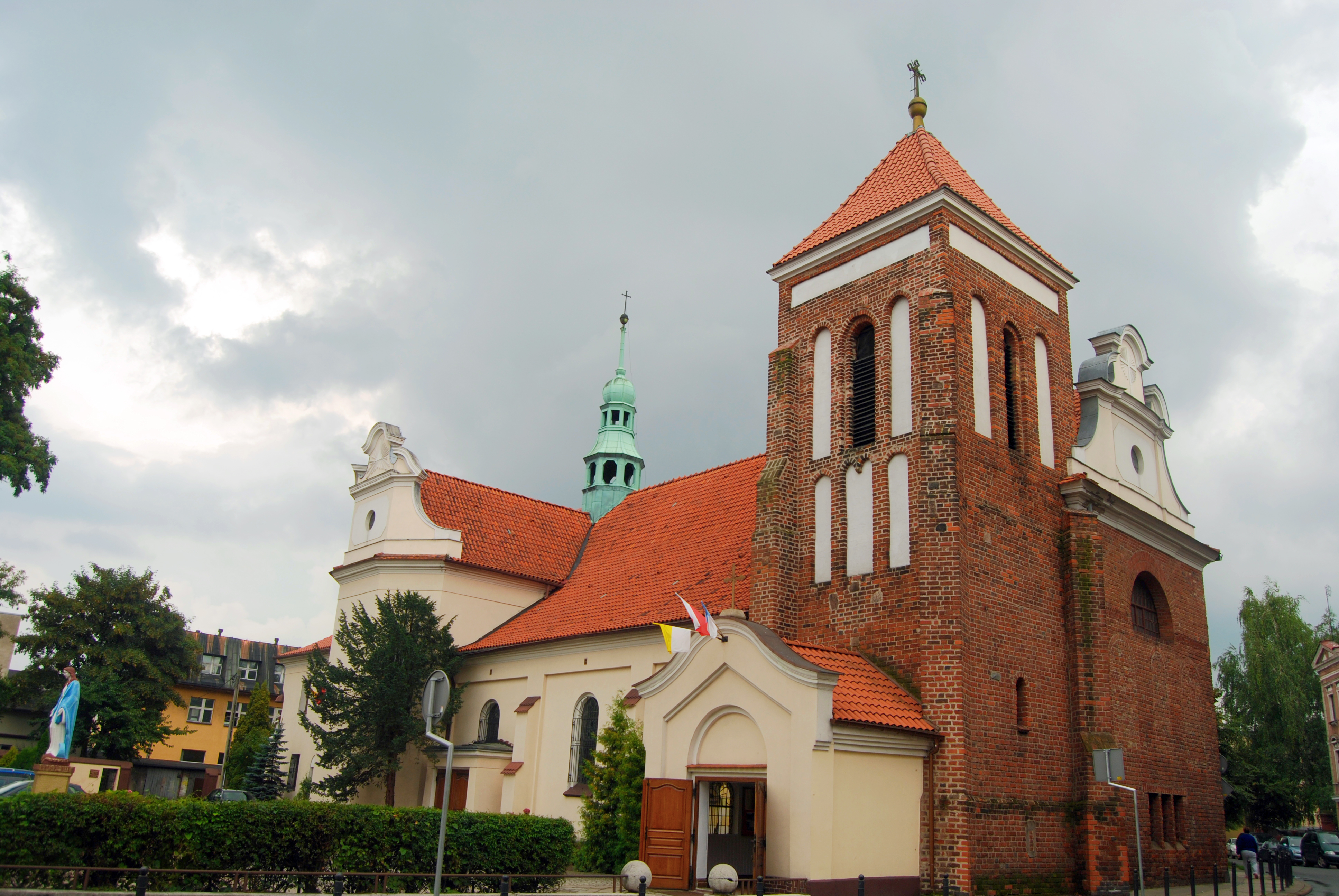
Kościół św. Wawrzyńca

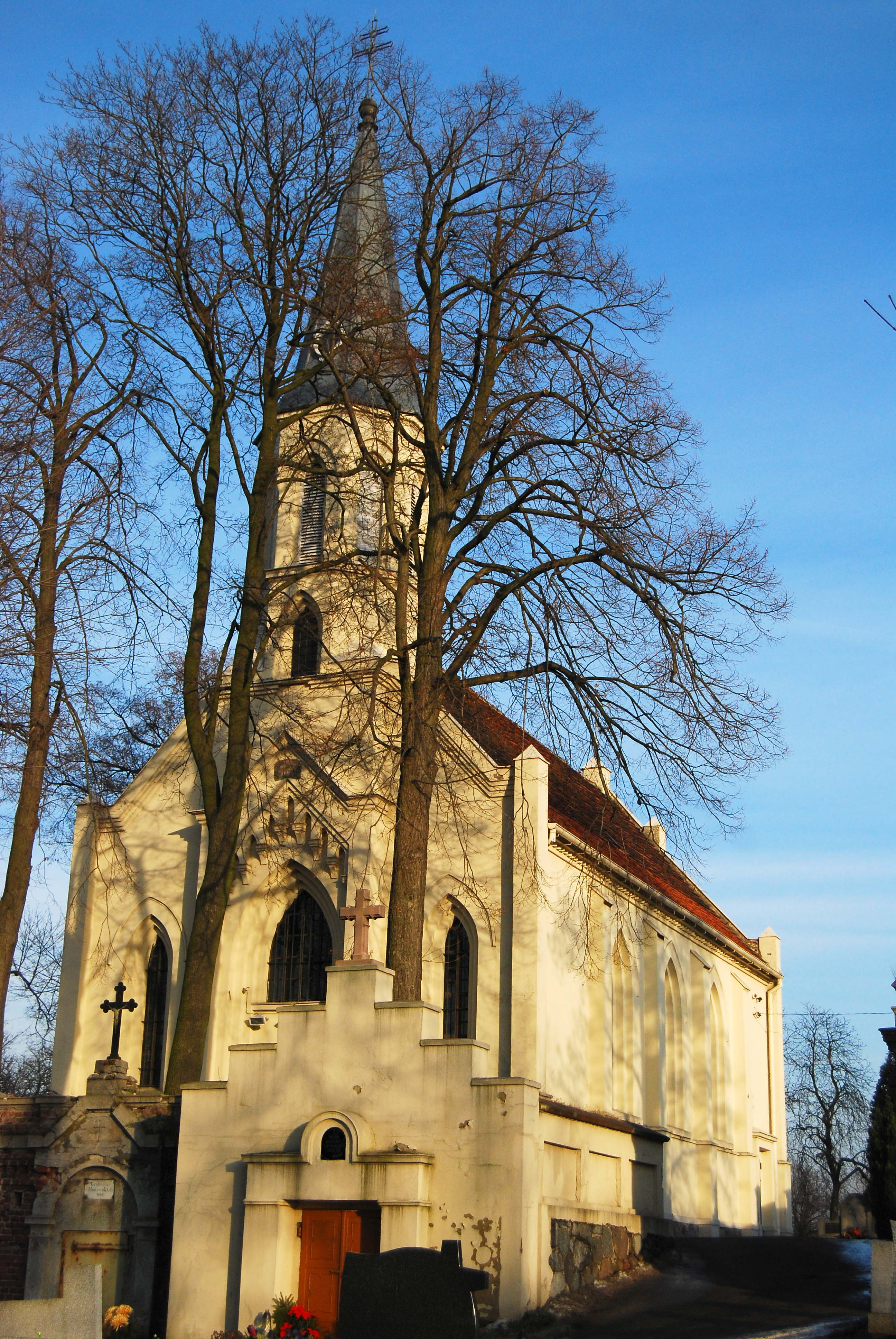
Kościół św. Krzyża

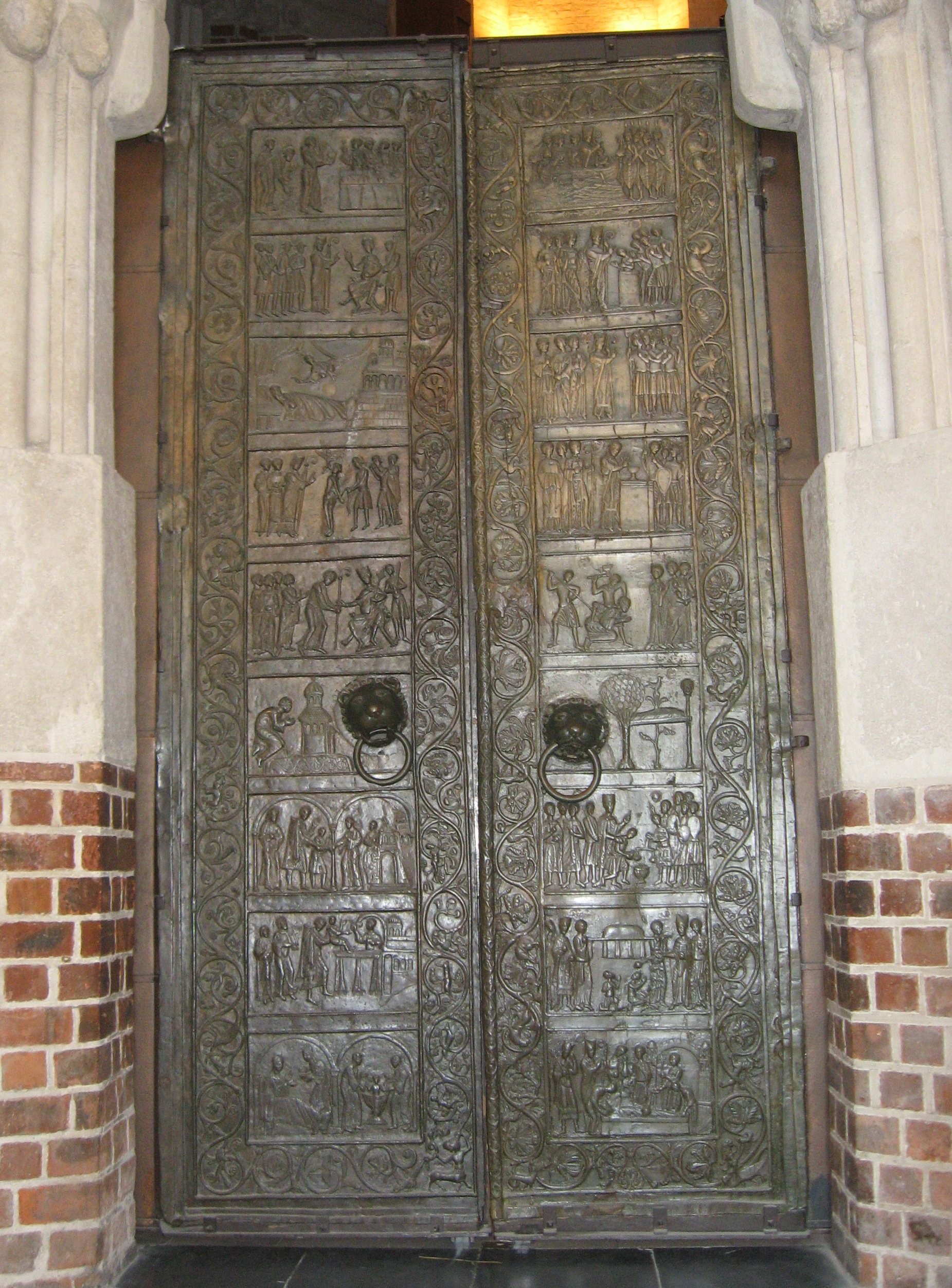
Drzwi Gnieźnieńskie

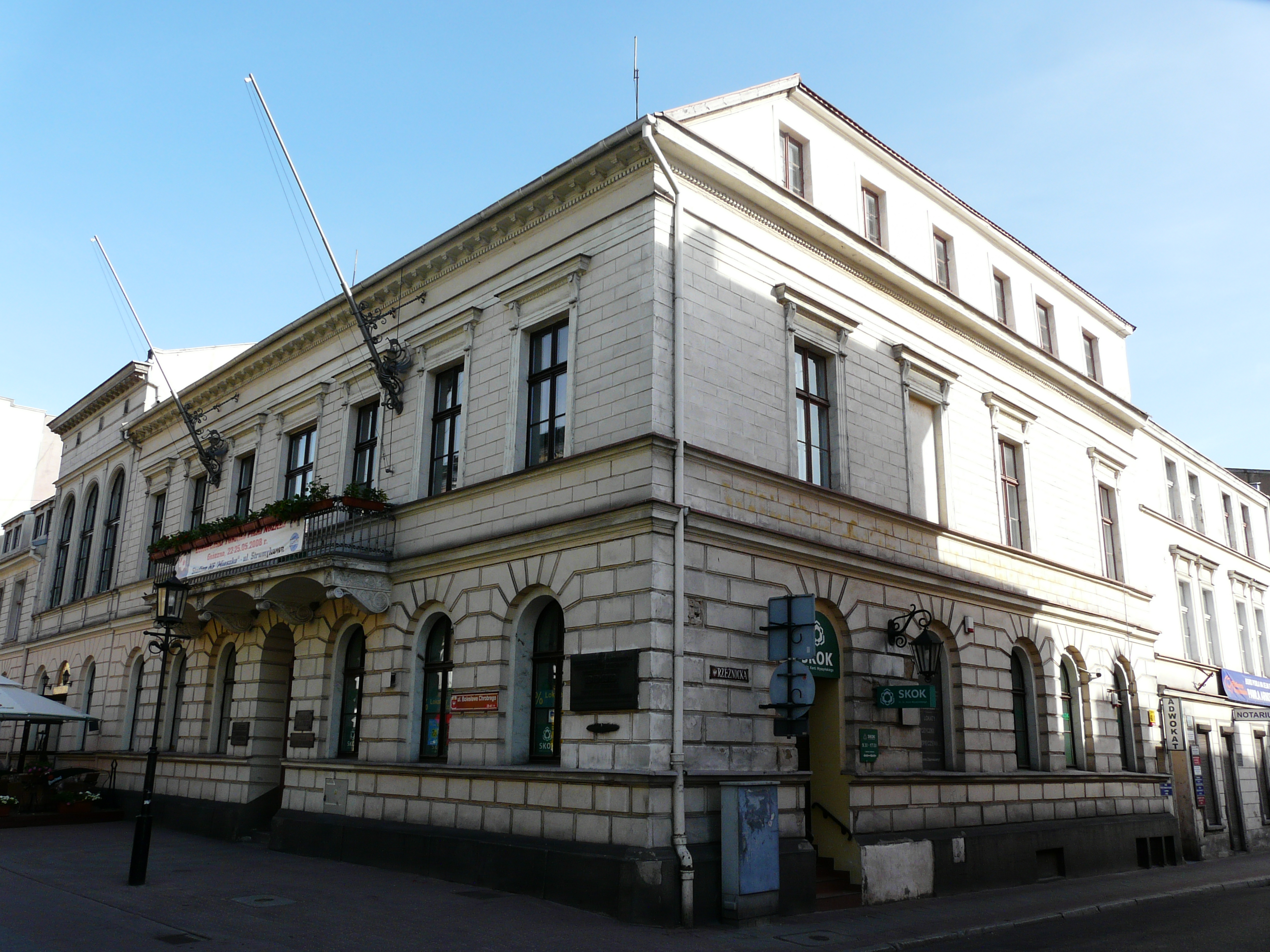
Stary Ratusz

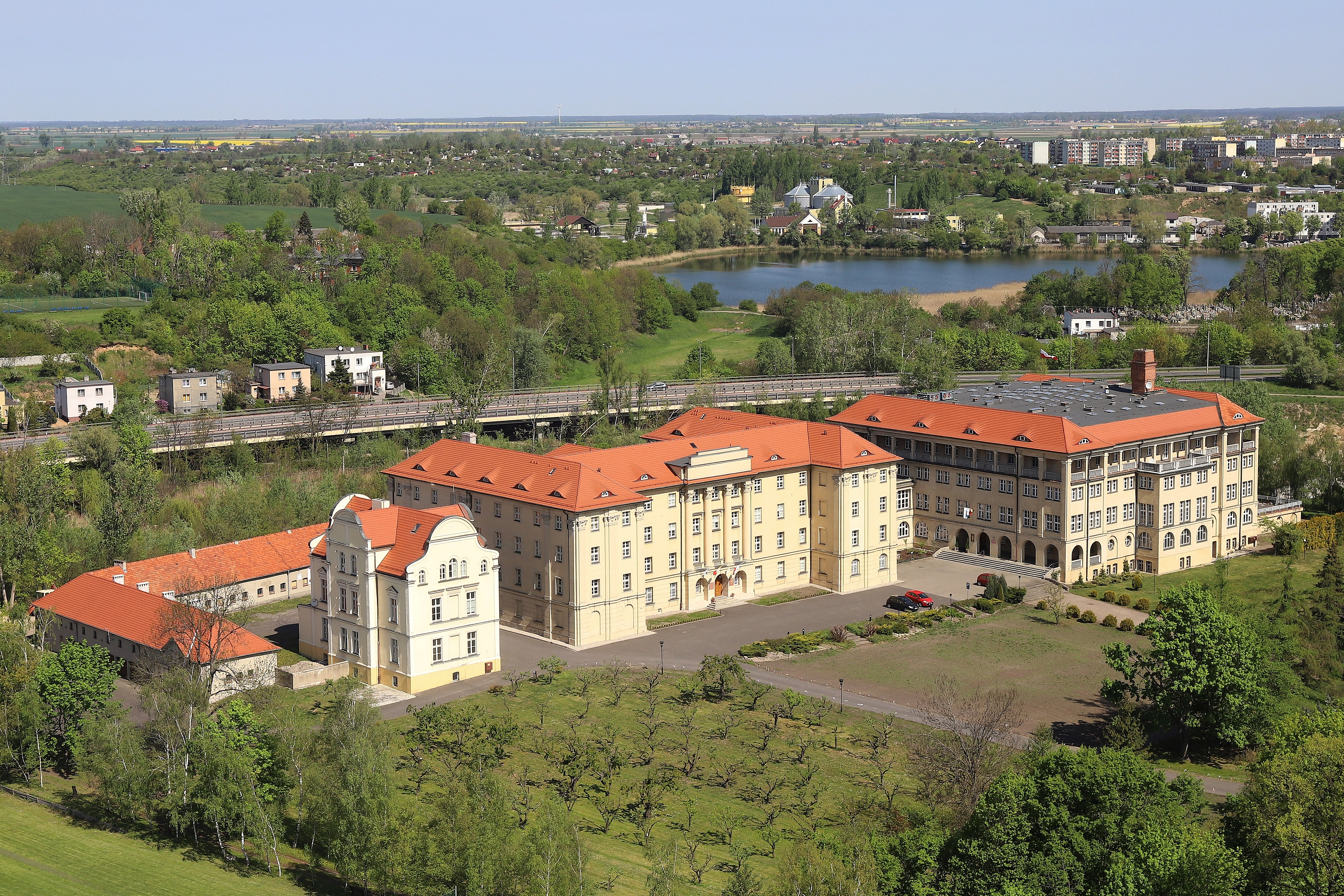
Prymasowskie Wyższe Seminarium Duchowne w Gnieźnie

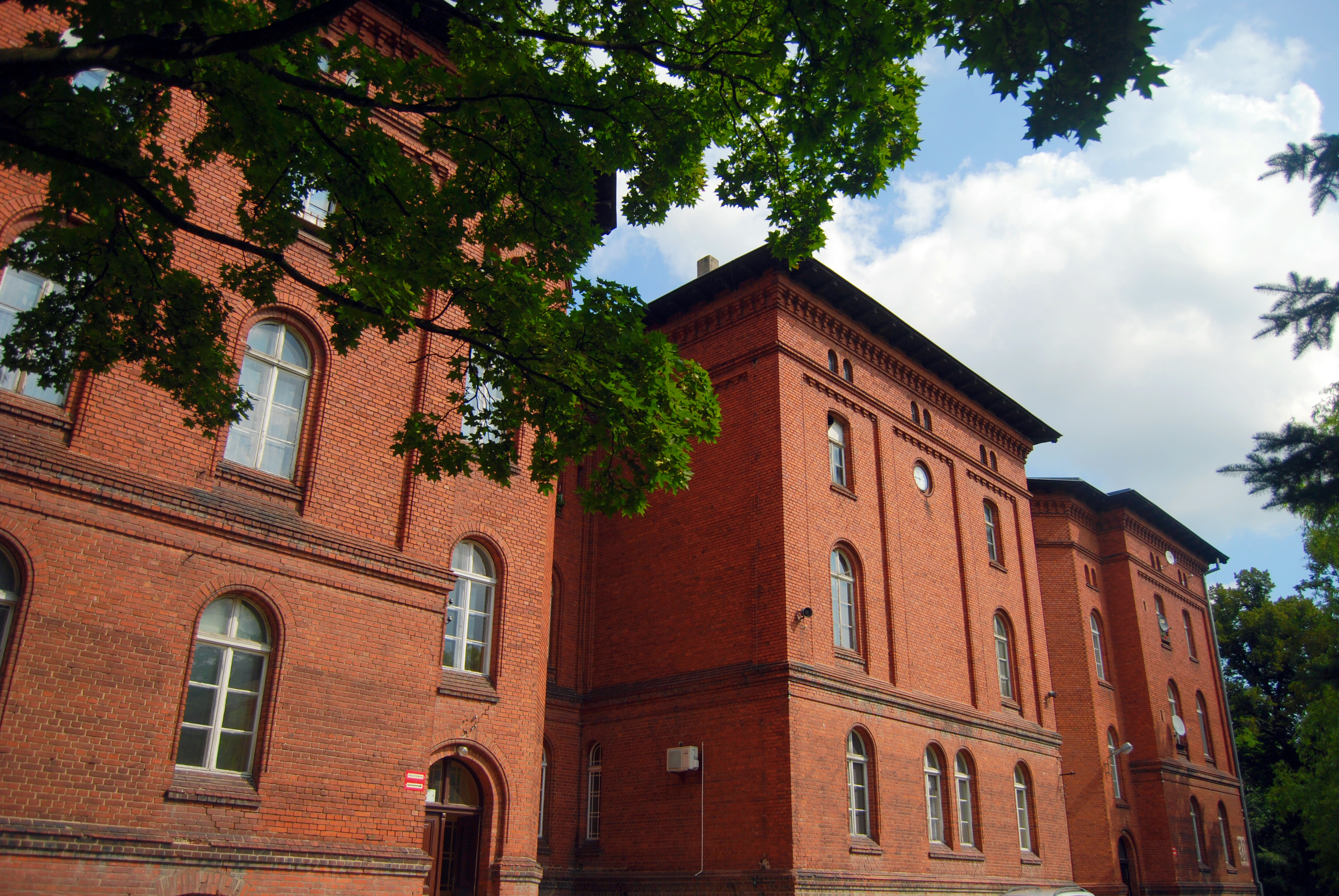
Wojewódzki Szpital dla Nerwowo i Psychicznie Chorych „Dziekanka”

- Archikatedra pw. Wniebowzięcia NMP, ul. kanc. J. Łaskiego, 2. poł. XIV, XVII, XVIII,
- Kościół pw. św. Jerzego, ul. Kolegiaty, XIII w., 1615, 1782,
- Kościół pw. św. Michała Archanioła, ul. kard. St. Wyszyńskiego, z 1. ćwierćwiecza XV, 1613, 1811,
- Kościół pw. Świętej Trójcy – Fara, ul. Farna 6, 1420, 1613-XX,
- Kościół pw. św. Wawrzyńca, ul. św. Wawrzyńca z 1. połowy XV, 1896, 1935,
- Zespół klasztorny bożogrobców, ul. św. Jana, poł. XIV, XVI, XX obejmujący kościół rektorski pw. św. Jana oraz klasztor (obecnie szkoła specjalna),
- Zespół klasztorny franciszkanów, obejmujący kościół pw. NMP i św. Antoniego, XIII, XVIII, 1930 oraz klasztor z początku XV wieku, przebudowany w 2. połowie XVIII wieku
- kościół pw. NMP Królowej Polski (dawniej ewangelicki, obecnie rzymskokatolicki garnizonowy, 1838–1897
- Zespół cmentarza pw. Świętej Trójcy, ul. Witkowska, nr rej.: 2122/A z 24.03.1987: obejmujący cmentarz z 1906 i kaplicę z 1912, dom grabarza z 1913, ogrodzenie z bramą z 1910 roku,
- Zespół cmentarza św. Piotra, ul. Kłeckoska, 1833, obejmujący cmentarz, katakumby, kościół św. Piotra i św. Pawła z 1780 (cmentarny, filialny),
- Zespół cmentarza pw. Świętego Krzyża, ul. Żabia, obejmujący cmentarz z początku XIX wieku, katakumby z XIX wieku, bramę z 1804, 1917 roku,
- kościół pw. Świętego Krzyża, cmentarny, obecnie filialny Parafii Katedralnej, 1834–1835,
- cmentarz szpitala psychiatrycznego z 1894, z kaplicą grobową rodziny Piotrowskich z 1935, obecnie parafialny Parafii bł. Michała Kozala
- Ratusz, 1830, 1899, 1916, obecnie Urząd Stanu Cywilnego,
- dom przy ul. Chrobrego 2 z 1819 roku,
- budynek straży pożarnej przy ul. Chrobrego 22 z początku XX,
- Miejska Szkoła Przemysłowo-Handlowa, obecnie zespół szkół, ul. Chrobrego 23, 1899–1901, 1907 z ogrodzeniem z 1907 roku,
- kamienica z oficyną przy ul. Chrobrego 33 z 1903 roku,
- kamienica z 3 oficynami przy ul. Chrobrego 34 z 1896, 1914,
- zespół poczty z 1890, ul. Pocztowa, obejmujący pocztę, budynek gospodarczy, ogrodzenie z bramą,
- kamienica przy ul. Cierpięgi 7a z 1893 roku,
- dawny hotel „Du Nord” przy ul. Dąbrówki 20 z 1850,
- dom przy ul. Farnej 8 z połowy XIX,
- Sąd Ziemski i Okręgowy z 1870, ul. Franciszkańska 2
- dom przy ul. Grzybowo 7 z końca XIX,
- szkoła ludowa św. Jana, obecnie Szkoła Podstawowa nr 1 budowana w latach 1901–1904,
- zespół kanonii przy ul. Kolegiaty 1-6 z XVIII wieku,
- zespół starostwa z 1899 roku, obejmujący starostwo, stajnię z wozownią, ogrodzenie murowano-metalowe z bramami, obecnie Urząd Miasta Gniezna,
- kamienica przy ul. Lecha 10 z 1870,
- willa przy ul. Lecha 11 z 1872,
- budynek Uniwersytetu Ludowego z parkiem przy ul. Ludwiczaka 20 z lat 1919–1920,
- kanonia przy ul. Łaskiego 1, XVI-XVIII 1961,
- kanonia przy ul. Łaskiego 1a, szach., XVIII,
- pałac biskupi przy ul. Łaskiego 2 z 1. połowy XIX, 1928, z drewnianym lamusem z 2. połowy XVIII,
- kanonia przy ul. Łaskiego 3 z połowy XIX,
- kanonia przy ul. Łaskiego 5 z 1. połowy XIX, z lamusem,
- pałac arcybiskupi przy ul. Łaskiego 7 z 1830, 1928, architekt: Stefan Cybichowski,
- kanonia, ul. Łaskiego 9 z 1. połowy XIX,
- budynek Muzeum Archidiecezjalnego przy ul. Łaskiego 11 z lat 1937–1938, z ogrodem,
- loża masońska z ogrodem przy ul. Łubieńskiego 11 z początku XX wieku,
- kamienica przy ul. 3 Maja 36 z przełomu XIX/XX,
- kamienica przy ul. 3 Maja 38 z przełomu XIX/XX,
- dom przy ul. Mickiewicza 6 z lat 1898–1899,
- budynek Gminy Żydowskiej, obecnie zespół szkół muzycznych przy ul. Mieszka I 20 z 1880 roku,
- zespół gimnazjum przy ul. Mieszka I 27 budowany w latach 1863, 1884, 1911, obejmujący: budynek szkolny, sale gimnastyczną, ogrodzenie kute,
- pałac przy ul. Powstańców Wielkopolskich 22 z końca XIX wieku,
- dom, ul. Pstrowskiego 13 z 1922,
- dom przy ul. Pstrowskiego 14 z 1921 roku,
- dom przy ul. Pstrowskiego 15 z 1922 roku,
- dom, Rynek 3 z początku XIX,
- dom, Rynek 5 z 2. połowy XIX,
- dom, Rynek 7 z 1. połowy XIX,
- dom, 8 z 1. połowy XIX,
- dom, Rynek 9, po 1820, XX,
- dom, Rynek 10 z 1. połowy XIX,
- dom, Rynek 11 z początku XIX,
- dom, Rynek 12 z połowy XIX,
- dom, Rynek 15 z 1. połowy XIX,
- dom, Rynek 19 z 1. połowy XIX,
- dom, Rynek 20 z 1. połowy XIX,
- Prymasowskie Seminarium Duchowne, ul. Seminaryjna 2, 1782-XX,
- kamienica z oficynami przy placu 21 Stycznia 2 z 1882 roku,
- kamienica przy placu 21 Stycznia 9, wybudowana 1905–1907,
- dom przy ul. Tumskiej 1 z 1830 roku,
- dom przy ul. Tumskiej 2 z 2. ćwierćwiecza XIX,
- dom przy ul. Tumskiej 3 z 2. ćwierćwiecza XIX,
- dom przy ul. Tumskiej 4 z 2. ćwierćwiecza XIX,
- kanonia przy ul. Tumskiej 7/8 z XVII wieku, 1825,
- dom przy ul. Tumskiej 12 z 2. ćwierćwiecza XIX,
- dom przy ul. Tumskiej 13 z połowy XIX,
- dom przy ul. Tumskiej 14 wybudowany po roku 1820,
- dom przy ul. Tumskiej 16 z 1. ćwierćwiecza XIX,
- zespół kamienicy przy ul. Warszawskiej 10, wybudowany po 1874, kamienica z oficynami, budynek gospodarczy, 2 magazyny
- kamienica z oficynami przy ul. Warszawskiej 27 wybudowana w latach 1894–1905,
- kamienica przy ul. Warszawskiej 40, 1840, 1913,
- dom przy ul. św. Wawrzyńca 24 z końca XIX,
- ochronka – sierociniec przy ul. św. Wojciecha 3 wybudowany w latach 1870–1872,
- budynki w zespole cukrowni „Gniezno”, ul. Wrzesińska 28,
- budynek administracyjny z 1924, willa właściciela cukrowni z 1883, park przy willi z 1883 roku,
- koszary 12 Regimentu Dragonów, ul. Wrzesińska 43–55 z 1890–1894, XX, obejmujący: 6 budynków koszarowych (nr 1, 2, 3, 4, 5, 10), kasyno (nr 9), kuchnia (nr 7), izba chorych (nr 34), 3 budynki administracyjne (nr 6, 8, 12), 5 stajni (nr 18, 19, 20, 23, 24), 7 bud. magazynowych (nr 11, 17, 27, 29, 36, 38, 39), ogrodzenie z bramami
- szkoła ludowa św. Michała, obecnie Szkoła Podstawowa nr 6, ul. Żwirki i Wigury, wybudowana w latach 1913–1915,
- wieża ciśnień, ul. Żwirki i Wigury, wybudowana po 1880 roku,
- zespół szpitala psychiatrycznego przy ul. Poznańskiej z końca XIX–XX w. wraz z parkiem i dawną kaplicą szpitalną (obecnie kościół dwuwyznaniowy)